# Філліп Даттон
Філліп Даттон (англ. Phillip Dutton, нар. 13 вересня 1963) — австралійський та американський вершник, дворазовий олімпійський чемпіон (1996 та 2000 роки), бронзовий призер Олімпійських ігор (2016 рік).

## Виступи на Олімпіадах
| Олімпіада           | Дисципліна               | Місце |
| ------------------- | ------------------------ | ----- |
| Афіни 1996          | командне триборство      | 1     |
| Сідней 2000         | командне триборство      | 1     |
| Афіни 2004          | індивідуальне триборство | 13    |
| Афіни 2004          | командне триборство      | 6     |
| Пекін 2008          | індивідуальне триборство | DQ    |
| Пекін 2008          | командне триборство      | 7     |
| Лондон 2012         | індивідуальне триборство | 23    |
| Лондон 2012         | командне триборство      | 7     |
| Ріо-де-Жанейро 2016 | індивідуальне триборство | 3     |
| Ріо-де-Жанейро 2016 | командне триборство      | 12    |

## Зовнішні посилання
- Філліп Даттон — олімпійська статистика на сайті Sports-Reference.com (англ.) (архівна версія)